# Priscah Jeptoo
Priscah Jeptoo (Chemnoet, Nandi, 26 juni 1984) is een Keniaanse langeafstandsloopster, die gespecialiseerd is in de marathon. Ze nam eenmaal deel aan de Olympische Spelen en won bij die gelegenheid een zilveren medaille.

## Loopbaan
Jeptoo schreef de marathon van Porto, de marathon van Turijn en de marathon van Parijs op haar naam. De laatste van deze trits overwinningen, op 10 april 2011 in Parijs, bleek de opmaat voor haar meest aansprekende prestatie, enkele maanden later, op de marathon van de wereldkampioenschappen in Daegu. In de Zuid-Koreaanse stad veroverde zij in 2:29.00 de zilveren medaille, zeventien seconden achter haar landgenote Edna Kiplagat. Sharon Cherop maakte het succes voor Kenia compleet door veertien seconden na Jeptoo de derde plak voor zich op te eisen.
In 2012 won ze bij de Olympische Spelen in Londen een zilveren medaille. Met een tijd van 2:23.07 eindigde ze achter de Ethiopische Tiki Gelana (goud; 2:23.07) en voor Russische Tatjana Petrova (brons; 2:23.29). In 2013 won ze zowel de marathon van Londen als de New York City Marathon. Ook won ze dat jaar $ 500.000 door de Marathon Majors te winnen.
In 2014 maakte Priscah Jeptoo, vooraf de grote favoriete in de Zevenheuvelenloop, het helemaal waar. In een supersnelle tijd eindigde zij in 46.59 vóór haar landgenotes Emily Chebet en Gladys Chesire.

## Persoonlijke records
| Onderdeel      | Prestatie | Datum            | Plaats         |
| -------------- | --------- | ---------------- | -------------- |
| 3000 m         | 9.05,7    | 3 januari 2013   | Luanda         |
| 10 km          | 31.19     | 15 februari 2013 | Ras al-Khaimah |
| 15 km          | 46.59     | 16 november 2014 | Nijmegen       |
| halve marathon | 1:06.11   | 15 februari 2013 | Ras al-Khaimah |
| 25 km          | 1:23.54   | 10 april 2011    | Parijs         |
| 30 km          | 1:39.53   | 22 april 2012    | Londen         |
| marathon       | 2:20.14   | 22 april 2012    | Londen         |

## Palmares

### 3000 m
- 2013: 4e International Meet Demosthenes de Almeida in Luanda - onbekende tijd

### 5 km
- 2011: 5e Corrida de Mulher in Lissabon - 16.02
- 2013:  Corrida de Mulher in Lissabon - 15.47
- 2015:  Corrida de Mulher in Lissabon - 15.47

### 10 km
- 2007: 5e Rustica Tiradentes in Maringa - 35.15
- 2012:  Corrida de São Silvestre in Luanda - 32.31
- 2013:  Corrida de São Silvestre in Luanda - 32.10

### 15 km
- 2009:  Corrida Festas da Cidade do Porto - 49.52
- 2011:  São Silvestre in São Paulo - 48.48
- 2014:  Zevenheuvelenloop - 46.59
- 2014:  São Silvestre in Sao Paulo - 51.29

### halve marathon
- 2007:  halve marathon van San Pablo - 1:17.02
- 2009: ?e halve marathon van Régua - 1:12.17
- 2010:  halve marathon van Ribarroja del Turia - 1:11.13
- 2011:  halve marathon van Goyang - 1:10.26
- 2012:  halve marathon van Portugal - 1:10.32
- 2013:  halve marathon van Ras al-Khaimah - 1:06.11
- 2013:  halve marathon van Bogota - 1:12.24
- 2013:  Great North Run - 1:05.45
- 2014:  halve marathon van Ras Al Khaimah - 1:07.02
- 2015:  halve marathon van Lissabon - 1:09.21
- 2019:  halve marathon van Milaan - 1:08.26

### marathon
- 2009:  marathon van Porto - 2:30.40
- 2010:  marathon van Padova - 2:30.53
- 2010:  marathon van Turijn - 2:27.02
- 2011:  marathon van Parijs - 2:22.51
- 2011:  WK in Daegu - 2:29.00
- 2012:  marathon van Londen - 2:20.14
- 2012:  OS in Londen - 2:23.12
- 2013:  marathon van Londen - 2:20.15
- 2013:  New York City Marathon - 2:25.07
- 2015: 7e marathon van Londen - 2:25.01
- 2015: 6e New York City Marathon - 2:27.03
- 2016: 8e marathon van Londen - 2:27.27
- 2016: 4e marathon van Amsterdam - 2:25.27
- 2022: 6e marathon van Hamburg - 2:28.48

### veldlopen
- 2011:  Keniaanse kamp. in Eldoret - 27.49,6
- 2011:  Cross de Atapuerca - 24.52
- 2011:  Cross Internacional de Soria - 27.28
- 2012:  Keniaanse kamp. in Eldoret - 26.34,8
- 2014:  Keniaanse kamp. in Eldoret - 19.58,8